# Platymetopius enatus
Platymetopius enatus är en insektsart som beskrevs av Dlabola 1974. Platymetopius enatus ingår i släktet Platymetopius och familjen dvärgstritar. Inga underarter finns listade i Catalogue of Life.